# Jaroslav Hrstka
Jaroslav Hrstka (4. srpna 1938 Praha – říjen 2015) byl český malíř, hlásící se k surrealismu.

## Život
V 60. letech 20. století pracoval nejprve jako technický úředník, později jako propagační referent. Určujícím setkáním pro něho bylo seznámení s básníkem Stanislavem Dvorským, který jej přivedl ke spolupráci se surrealistickým okruhem UDS. Ve spolku výtvarných umělců Mánes na večeru Obraz a sdělení v roce 1964 vystavil cyklus svých Hermetických obrazů. Podílel se i na skupinové výstavě Symboly obludností v Galerii D na Smíchově v roce 1966.
V roce 1968 byl autorem hlavičky nově vznikajícího časopisu Analogon. Vytvořil plakát k výstavě pařížské surrealistické skupiny Princip slasti v roce 1968 (Praha-Brno-Bratislava) a svými dekalky přispěl i do katalogu této výstavy. Po invazi vojsk Varšavské smlouvy do Československa v srpnu 1968 emigroval do Švýcarska. V roce 2015 ve Švýcarsku zemřel.